# Аппер-Морленд Тауншип (округ Монтгомері, Пенсільванія)
Аппер-Морленд Тауншип (англ. Upper Moreland Township) — селище (англ. township) в США, в окрузі Монтгомері штату Пенсільванія. Населення — 26 116 осіб (2020).

## Демографія
Згідно з переписом 2010 року, у селищі мешкало 24 015 осіб у 9934 домогосподарствах у складі 6290 родин. Було 10572 помешкання
Расовий склад населення:
| - 87,0 % — білих - 5,1 % — чорних або афроамериканців - 4,4 % — азіатів - 0,2 % — корінних американців - 0,1 % — вихідців з тихоокеанських островів - 1,3 % — осіб інших рас |

До двох чи більше рас належало 1,9 %. Частка іспаномовних становила 3,6 % від усіх жителів.
За віковим діапазоном населення розподілялося таким чином: 20,9 % — особи молодші 18 років, 62,1 % — особи у віці 18—64 років, 17,0 % — особи у віці 65 років та старші. Медіана віку мешканця становила 41,2 року. На 100 осіб жіночої статі у селищі припадало 94,9 чоловіків;  на 100 жінок у віці від 18 років та старших — 91,1 чоловіків також старших 18 років.
Середній дохід на одне домашнє господарство  становив 82 635 доларів США (медіана — 65 180), а середній дохід на одну сім'ю — 96 540 доларів (медіана — 81 759). Медіана доходів становила 55 163 долари для чоловіків та 44 550 доларів для жінок. За межею бідності перебувало 6,3 % осіб, у тому числі 10,5 % дітей у віці до 18 років та 4,1 % осіб у віці 65 років та старших.
Цивільне працевлаштоване населення становило 12 789 осіб. Основні галузі зайнятості: освіта, охорона здоров'я та соціальна допомога — 23,9 %, науковці, спеціалісти, менеджери — 12,6 %, виробництво — 10,8 %, фінанси, страхування та нерухомість — 10,3 %.